# Man in Black (Lied)
Man in Black ist ein im Jahr 1971 geschriebenes Lied von Johnny Cash, das im selben Jahr auf dem gleichnamigen Album veröffentlicht wurde.
Es handelt sich um ein Protestlied, in dem Johnny Cash, der unter dem Spitznamen Man in Black bekannt war, erklärt, warum er immer schwarze Kleidung trägt.

“I wear the black for the poor and the beaten down, Livin' in the hopeless, hungry side of town, I wear it for the prisoner who has long paid for his crime, But is there because he's a victim of the times.”

„Ich trage schwarz für die Armen und die Niedergeknüppelten, die im hoffnungslosen, hungernden Teil der Stadt wohnen, ich trage es für den Häftling, der lange für seine Taten bezahlt hat,  doch der da ist, weil er ein Opfer der Zeiten ist.“

Das Lied erreichte Platz 3 der U.S. Billboard Hot Country Singles Charts. Man in Black war auch der Titel von Johnny Cashs erster Autobiographie, die 1975 erschien. Das Musikprojekt 1,000 Days, 1,000 Songs veröffentlichte den Titel im Februar 2017 auf seiner Website als Protest gegen die Politik von US-Präsident Donald Trump.

## Coverversionen
Das Stück wurde relativ selten gecovert. Die Plattform cover.info verzeichnete im Oktober 2023 11 Versionen des Liedes, auf secondhandsongs.com waren 28 Versionen verzeichnet. Neben Künstlern Marc Almond und The Mavericks sang Gunter Gabriel das Lied gleich mit zwei deutschen Texten: 1982 als Der Mann hinterm Pflug und 2017 als Mann in Schwarz. Eine weitere Version mit dem deutschen Text 1000 gute Gründe stammt von der Oi-Punk-Band Pöbel & Gesocks.